# MemoQ
MemoQ è un software di traduzione assistita dal computer (CAT-Tool) e più precisamente un ambiente di traduzione integrata che rientra nella più grande categoria dei TEnTs (Translation Environment Tools).
La prima versione è stata lanciata in Ungheria nel 2005, dalla Kilgray, azienda che sviluppa tecnologie per la traduzione.
La versione attualmente offerta è la 5.0.55, disponibile a pagamento nell'edizione  memoQ translator pro  e gratuitamente nell'edizione memoQ 4free (funzionalità ridotta).

## Come funziona
La prima schermata che si vede aprendo il programma illustra le possibili operazioni che il software può eseguire, come la creazione di un singolo progetto, di una memoria di traduzione o di un database terminologico e la personalizzazione delle finestre di lavoro.
L'interfaccia di traduzione funziona nel seguente modo: il testo che si sta traducendo viene presentato in formato tabella a 2 colonne; la colonna di sinistra mostra il testo di partenza e la colonna di destra il testo di arrivo, mentre le corrispondenze con i database terminologici e le memorie di traduzione sono visualizzate a lato. Inoltre il programma ha una schermata con una barra degli strumenti simile a quella di Word, che consente alcune operazioni come la modifica della dimensione o del tipo di carattere, l'orientamento della pagina, la visualizzazione dell'anteprima e la correzione degli errori di grammatica e ortografia.
Il software in questione ha un ambiente di editing che permette di procedere frammentando il testo frase per frase o anche segmento per segmento (utile per esempio in testi in cui la divisione per frasi non è possibile, come i cataloghi). 
Il software fornisce anche strumenti di revisione e controllo delle traduzioni, per garantire una migliore qualità del lavoro e salva i dati periodicamente in modo automatico.

## Caratteristiche

### Formati supportati
Il programma consente di lavorare su una grande varietà di formati di file anche nello stesso momento (per esempio i formati di Microsoft Office, i file DTP, XML, HTML, text, TTX, RTF, i formati di localizzazione come Resx, Java properties, i formati gestiti da altri strumenti per la traduzione come Idiom Worldserver, SDL Worldserver, SDL Trados, STAR Transit). Questo perché agisce separando il testo da tradurre dalla sua formattazione per poi riconvertire automaticamente il testo tradotto nel formato del file originale; ciò vale anche per segmenti di frasi uguali, ma che appartengono a documenti diversi.

### Importazione ed esportazione
MemoQ permette l'importazione ed esportazione di complesse strutture di cartelle, permettendo così di unire o dividere i file. Per esempio, quando si costruisce un database terminologico, è possibile importare i termini da file Excell in formato CSV. Inoltre può essere usato in combinazione con altri strumenti, per esempio con Autohotkey o con documenti dettati con Dragon Naturally Speaking.

### Memorie di traduzione (TM)
Consente di arricchire le proprie memorie di traduzione e interagisce con esse per estrarre dei segmenti di traduzioni, qualora nel testo su cui si lavora ne riscontri la stessa occorrenza, permettendo di riconoscere se la traduzione trovata appartiene o meno allo stesso contesto. Permette inoltre di riutilizzare immediatamente le traduzioni esistenti senza bisogno di ricorrere ad altri strumenti per l'allineamento, lavorando anche su documenti tradotti con altri software e attingendo da memorie di traduzione esterne, usando l'algoritmo ContexTm.
Inoltre consente di costruire progetti di memoria dedicati, in modo da consentire di salvare le traduzioni fatte anche se non si possiede una memoria di traduzione: in questo caso viene aperto un progetto sullo sfondo in cui vengono salvate le coppie di testi (l'originale ed il testo tradotto) messe in corrispondenza, sulle quali però il traduttore può ritornare quando desidera per apportare modifiche.

### Glossari e database terminologici
Glossari e database terminologici possono essere costruiti senza dover abbandonare l'ambiente di traduzione per ricorrere ad un altro strumento. Affrontando un nuovo testo da tradurre, il programma interagisce, suggerendo i termini da inserire nel glossario: grazie alla concordanza automatizzata che sottolinea automaticamente i termini candidati, questi vengono inseriti nel glossario con una semplice combinazione di tasti. Inoltre il software dà la possibilità di condividere i propri database con altri traduttori, anche se questi utilizzano uno strumento di traduzione diverso.
MemoQ dispone anche di funzioni aggiuntive che non sono sempre disponibili in altri strumenti CAT, tra queste:
Segmentazione guidata della memoria di traduzione che permette di individuare le regole di frammentazione di testi diversi e delle TM ad essi associate anche se di altri CAT.
Utilizzo del metodo LSC (longest substring concordance) che automatizza le ricerche delle concordanze secondo parametri predefiniti dall'utente. Nel pannello dei risultati della traduzione compariranno le corrispondenze con TM e database, e in ordine le corrispondenze messe  secondo le sotto-impostazioni volute dall'utente, con la casella del testo di arrivo vuota. Cliccandovi sopra si apre una finestra detta Concordanza, che elencherà tutte le occorrenze di quella particolare sotto-stringa nelle TM con il contesto della stringa completa presente nella TM.
LiveDocs è stato introdotto nella versione 4.5 come tentativo di accedere direttamente alle memorie di traduzione esterne, saltando il processo di allineamento. Si prendono più coppie di file, li si allinea in tempo reale e li si utilizza immediatamente all'interno di un file progetto.